# Теорема Пуанкаре — Вольтерры
Теорема, доказанная Пуанкаре и Вольтеррой, утверждает следующее:
| Множество элементов вида {\displaystyle {\mathfrak {P}}(z-a)} полной аналитической функции с центром в определенной точке {\displaystyle z=a} не более чем счетно. |

Вследствие этого многозначная функция может иметь не более чем счетное множество значений в одной точке. Пример функции, обладающей счетным всюду плотным множеством значений в любой точке, доставляет гиперэллиптический интеграл 1-го рода.